# Jamie Hope

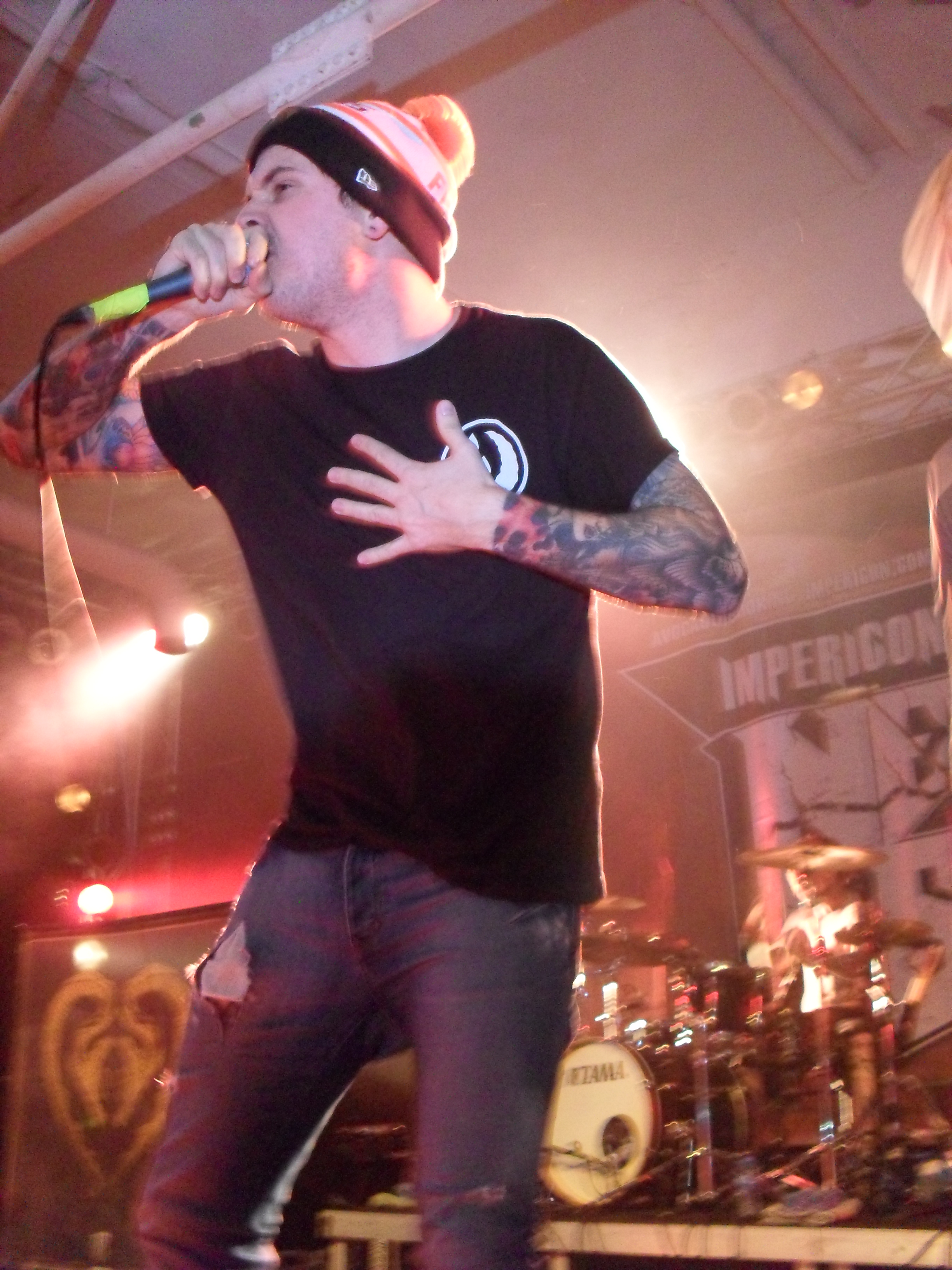
Jamie Hope auf der Never Say Die! Tour 2013 in der Essigfabrik in Köln.

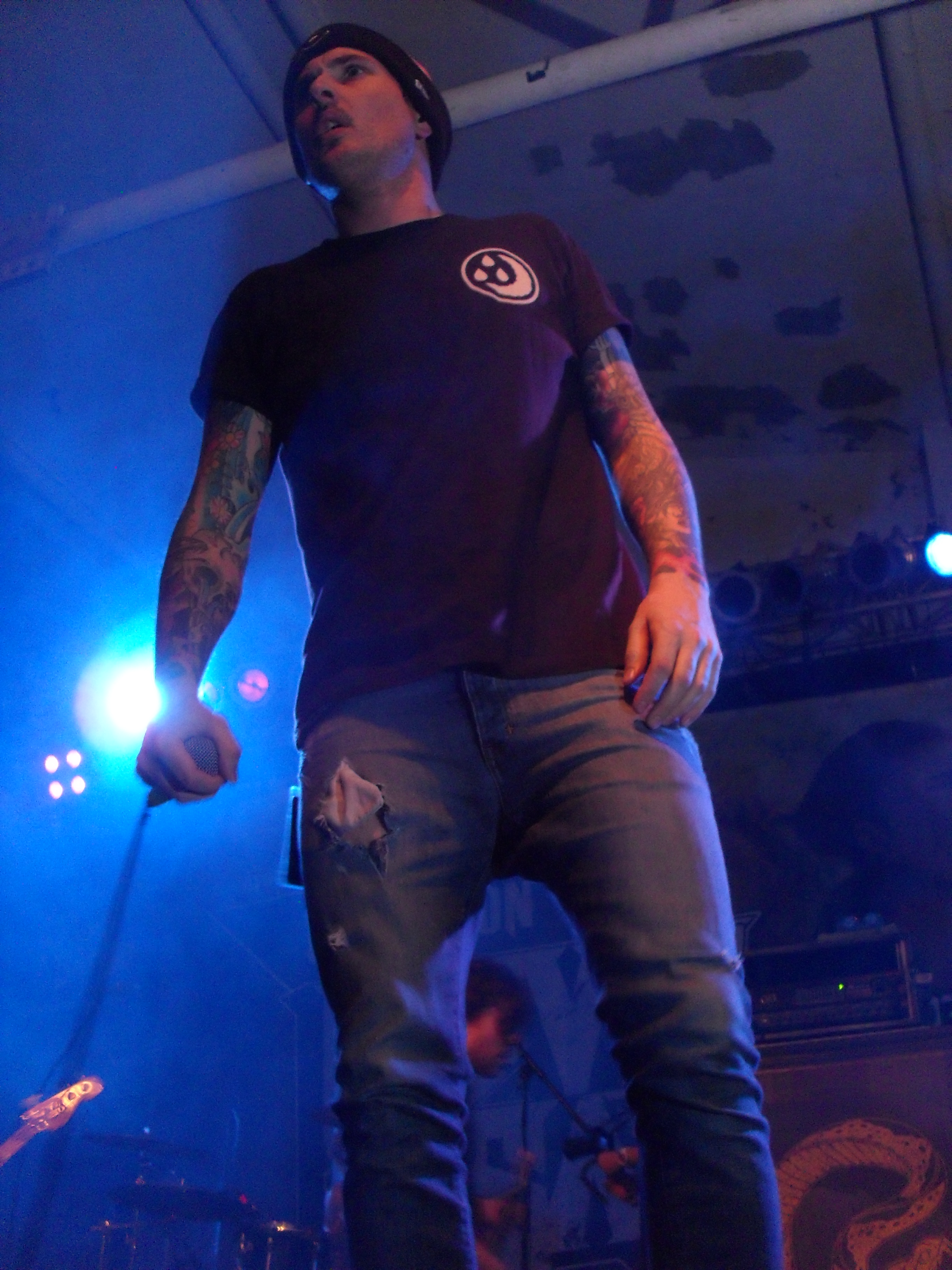
Jamie Hope von I Killed the Prom Queen.

Jamie Hope (* 5. Juni 1986) ist ein australischer Metal-Musiker.
Hope war Hintergrundsänger und Bassist der inzwischen aufgelösten Deathcore-Band The Red Shore, in welcher er zwischen 2004 und 2009 aktiv war, und ist der derzeitige Frontsänger der Metalcore-Band I Killed the Prom Queen.
Mit The Red Shore brachte er das Debütalbum Unconsencrated über Siege of Amida Records, sowie die Kompilation Lost Verses, welche auf Platz 91 in den heimischen Charts einstieg. Mit I Killed the Prom Queen veröffentlichte er das dritte Album Beloved.

## Diskografie

### Mit The Red Shore
- 2005: The Beloved Prosecutor (Demo)
- 2006: Salvaging What´s Left (EP, Big Phat Adelaide Records)
- 2008: Unconsencrated (Siege of Amida Records, Rise Records, Stomp Entertainment)

### Mit I Killed the Prom Queen
- 2014: Beloved (Epitaph Records)